# Barne-Åsaka kyrka
Barne-Åsaka kyrka är en kyrkobyggnad som ligger i byn Åsaka, Essunga kommun. Den tillhör sedan 2019 Essunga församling (tidigare Lekåsa-Barne Åsaka församling) i Skara stift.

## Kyrkobyggnaden
En tidigare kyrka på platsen uppfördes på medeltiden och var troligen byggd av sten. Nuvarande kyrka byggdes 1844 av Fredrik Sundler efter ritningar av arkitekt Fredrik Blom vid Överintendentsämbetet. Kyrkan består av långhus med rakt avslutat kor i öster och torn i väster. Öster om koret finns en smalare och lägre sakristia. Långhus och sakristia har sadeltak täckta med enkupigt lertegel. Torntaket är belagt med galvaniserad järnplåt. Ovanpå torntaket vilar en fyrsidig sluten lanternin.
Kyrkorummet har slätputsade och vitkalkade väggar och ett innertak med tunnvalv av trä. Det har fått sin nuvarande prägel av en klassiserande restaurering som utfördes 1926.

## Inventarier
- Dopfunten består av en cuppa av granit tillverkad 1952 som vilar på en medeltida fot av sandsten. Cuppan är en kopia av en medeltida sandstenscuppa i Kyrkås.
- En femsidig predikstol med ljudtak och trappa är tillverkad 1926.
- Nuvarande altare är byggt 1968 av polerade gråa kalkstenshällar.
- Altaruppsats är snidad 1968 av Arvid Bryth och består av fem fält som bildar ett likarmat kors.

## Orgel
Det mekaniska orgelverket på västra läktaren med femton stämmor fördelade på två manualer och pedal är tillverkat 1965 av Nordfors & Co. Den ljudande fasaden härstammar från 1892 års orgel, byggd av Johannes Magnusson.
| Huvudverk (I) (C-g3) | Bröstverk (II) (C-g3) | Pedal (C-f1) | Koppel |
| -------------------- | --------------------- | ------------ | ------ |
| Rörflöjt 8'          | Gedackt 8'            | Subbas 16'   | II/I   |
| Principal 4'         | Blockflöjt 4'         | Principal 8' | I/P    |
| Ged.-flöjt 4'        | Principal 2'          | Nachthorn 4' | II/P   |
| Svegel 2'            | Nasat 1 1/3'          | Fagott 16'   |        |
| Mixtur 4 chor        | Scharf 3 chor         |              |        |
|                      | Krumhorn 8'           |              |        |
|                      | Tremulant             |              |        |
|                      | Crescendosvällare     |              |        |